# La Dernière Cène
Pour plus de détails, voir Fiche technique et Distribution.
La Dernière Cène (titre original : La última cena) est un film cubain réalisé par Tomás Gutiérrez Alea, sorti en 1976.
Film important s'il en est qui illustre le mot célèbre de l'historien cubain Manuel Moreno Fraginals, Con sangre se hace azúcar (« Avec du sang, on fait du sucre »).
La última cena met, en outre, en lumière la collusion entre christianisme et esclavage.

## Synopsis
Un saccharocrate cubain (riche propriétaire sucrier) décide pour « sanctifier » son Jeudi saint d'inviter douze de ses esclaves à sa table. Il leur lave les pieds. Le lendemain Vendredi saint, les 12 esclaves refusent de travailler, plus ou moins confiants après leur surprenant Jeudi saint. Le maître les fera capturer et décapiter. Un seul échappera à la mort.

## Fiche technique
- Titre du film : La Dernière Cène
- Titre original : La última cena
- Réalisation : Tomás Gutiérrez Alea
- Scénario : T. Gutiérrez Alea, María Eugenia Haya, Constante Diego (dialogues) d'après Manuel Moreno Fraginals
- Photographie : Mario García Joya - Couleurs
- Musique : Leo Brouwer
- Montage : Nelson Rodriguez
- Direction artistique : Carlos Arditi
- Costumes : Lidia Lavallet, Jesús Ruiz
- Production : Santiago Llapor, Camilo Vives (ICAIC)
- Pays d'origine :  Cuba
- Langue : Espagnol
- Durée : 109 minutes
- Dates de sortie : décembre 1976 au Festival du film ibéro-américain de Huelva (Espagne) ; 11 juin 1980 en France

## Distribution
- Nelson Villagra : le comte
- Silvano Rey
- Luis Alberto García
- José Antonio Rodríguez
- Samuel Claxton
- Mario Balmaseda
- Tito Junco

## Récompenses et distinctions
- Colon d'Or au Festival du film ibéro-américain de Huelva (Espagne) 1976
- Prix de l'Audience au Festival international du cinéma de São Paulo (Brésil) 1976

## Introduction
La última cena est un film rare. Il a pour cadre le XVIIIe siècle cubain esclavagiste. Toutefois, la période considérée n'a pas été délaissée par le cinéma cubain.

## Le contexte historique
Dans le contexte cubain des années 1960-1970, la politique culturelle du gouvernement marxiste au pouvoir se fonde sur la nécessité de créer « un art d'avant-garde dans un pays sous-développé en révolution. »
Or, si depuis les années 1990, l'historiographie cubaine n'hésite plus à dénoncer le sectarisme de cette époque « entachée de censure et de répression », paradoxalement un courant d'études historiques, prolongeant les recherches de l'ethnologue Fernando Ortiz, apparaît au cours de cette même période. « On s'intéresse donc à l'esclavage, au rôle des noirs dans l'histoire nationale : il faut réactiver la mémoire collective d'un passé douloureux mais finalement méconnu, afin d'exorciser les blessures d'une époque de répression et d'intolérance. [...] Ce retour sur le passé historique depuis la vision des vaincus, des victimes du passé colonial et esclavagiste, offre en littérature et au cinéma la figure d'un héros rebelle [...] élevé au rang de mythe incarnant la résistance du peuple depuis les indépendances (deux guerres dans lesquelles ont participé des esclaves libérés par les petits planteurs indépendantistes) ». 
Cette optique politique et culturelle axée sur le renforcement de l'identité nationale bénéficiera du soutien de l'ICAIC (Institut cubain de l'art et de l'industrie cinématographiques) et inspirera la réalisation d' El Otro Francisco de Sergio Giral (1974) et La última cena de Tomás Gutiérrez Alea (1976). Giral tournera encore Rancheador (Le Chasseur d'esclaves) en 1976 et Maluala, palenque de cimarrónes en 1979. Gutiérrez Alea déclare, à ce sujet : « Nous pouvons dire sans crainte de nous tromper : si des bases solides ont été posées en vue de l'intégration raciale dans un endroit du monde où le racisme s'est exprimé dans toute sa violence, c'est bien à Cuba. Ce n'est pas tout : à Cuba, l'intégration à tous les niveaux s'opère de façon bien plus organique pour des raisons historiques et culturelles ; le Noir s'est soulevé et a pris les armes contre le pouvoir colonial, et il l'a fait évidemment, de façon spontanée, désespérée, poussé par les nécessités vitales les plus élémentaires. Par ailleurs, le Noir a toujours vécu avec une majorité de population blanche, il s'est manifesté - surmontant des obstacles bien sûr, mais avec force et décision -, et ses caractéristiques sont déterminantes dans notre identité, dans notre personnalité. »

## La Dernière Cène: argument et mise en scène
L'argument du film a été élaboré à partir d'un paragraphe du livre El Ingenio (La Plantation) de Moreno Fraginals, écrit vers la fin du XVIIIe siècle. Ce passage très bref est une anecdote du comte de Casa Bayona qui, dans un acte de profonde ferveur chrétienne, décide de s'humilier devant ses esclaves. Et, imitant le Christ, un Jeudi saint, il lave les pieds de douze esclaves noirs, les assoit à sa table et les sert. Le réalisateur nous dit : « Jusqu'alors, l'exploitation de l'esclavage avait été relativement modéré à Cuba. [...] La Révolution française, la révolte des esclaves en Haïti sont une des causes  du démantèlement de la production sucrière haïtienne alors que la demande mondiale est en augmentation. À Cuba, le résultat est immédiat : le traitement des esclaves connaît un changement radical qui se traduit par une exploitation féroce de ces derniers. C'est dans ce contexte que le comte de Casa Bayona décide d'officier ce rite dans lequel il prend la place du Christ et parle aux esclaves en essayant de trouver une justification à leur exploitation. »
Certes, écrit Sandra Hernandez, « cette histoire reconstituée, même si elle provient d'un fait véridique, n'est pas représentative car, il s'agit d'une anecdote peu banale : [...] En effet, très peu de rapprochement réel entre maîtres et esclaves était possible ou toléré. [...] De grandes barrières sociales, morales voire religieuses [...] servaient de protection et renforçaient la ségrégation de couleurs et de classes. C'était une société profondément discriminante, aux classes et aux castes de couleurs bien définies, dont les préjugés perdurent à l'heure actuelle. »
La Dernière Cène ne perd pas, pour autant, son caractère de témoignage historique. Le film de Gutiérrez Alea offre « une vision réaliste, c'est-à-dire à partir d'un principe de vraisemblance selon des faits historiques donnés comme objectifs, renforcée par la linéarité narrative. [...] Nous pouvons constater de réelles préoccupations didactiques pour reconstituer des scènes de vie d'après une approche réaliste, afin de reproduire fidèlement une ambiance d'époque. »
Toutefois, Gutiérrez Alea signale qu'à son avis l'importance du cinéma historique ne saurait se réduire au seul désir de "reconstruire" des moments particuliers du passé. « Autrement dit, énonce-t-il, La última cena s'insère logiquement dans un ensemble où l'on peut discerner deux lignes de travail : la ligne dite historique, qui satisfait le besoin de nous nourrir de notre passé pour affirmer notre identité, et la ligne que nous pouvons appeler, si le terme n'était pas trop restreint, documentaire, qui se projette directement sur le présent et qui incarne la nécessité - mieux l'urgence - de saisir notre réalité quotidienne [...] Ces deux lignes (la passé et le présent) ne sont parallèles qu'en apparence : elles se rejoignent avec vigueur dans une saine impatience de rendre le futur plus proche. »
Au-delà d'une rigoureuse démonstration politique, Gutiérrez Alea n'oublie pas la puissance et la beauté picturale, la personnalisation spécifique des protagonistes et le pouvoir de l'imagination à travers la parabole. « Par un discours cinématographique baroque et envoûtant, Alea nous entraîne dans la magie et la poésie de l'imaginaire des esclaves. » Exemple : le récit allégorique de Sebastian, unique survivant du massacre, sur « le corps de la vérité parcourant le monde avec la tête du mensonge ». Il sait aussi insuffler une atmosphère tendue grâce à la symbiose de l'image (les cadrages de García Joya), des dialogues, de la musique (Leo Brouwer) et d'un humour percutant.
Avant toute conclusion, il faut louer ici la fameuse scène centrale (La Cène), « magistrale séquence, le nœud de cinquante minutes qui donne son titre au film. [...] L'esprit de la Viridiana de Luis Buñuel plane sur celle-ci ; mais tandis que le maestro aragonais exploitait sa vision surréaliste des vagabonds, le cinéaste cubain se sert des esclaves pour articuler son allégorie sociale », écrit Antxon Salvador Castiella. « La Cène constitue une véritable leçon de maître : il faut pouvoir maintenir l'attention du public sur une séquence aussi longue, avec une position relativement statique des personnages et une caméra panoramique, comme sur une scène de théâtre. [...] Les plans américains, moyens ou d'ensemble et le rapprochement des protagonistes noirs en gros plans [...] engendrent des moments d'émotion, bien davantage que le mysticisme apparent du maître [...] et son discours moralisateur », note Sandra Hernandez. Si La Dernière Cène « illustre la théorie hégélienne du maître et de l'esclave - approche toute intellectuelle - elle ne fait pas oublier à Gutiérrez Alea la partie plus esthétique de sa réalisation », estime Antxon Salvador. 
« La Dernière Cène est surtout un splendide moment de cinéma. Une construction subtile permet de découvrir en profondeur chacun des douze convives. [...] L'interprétation et la direction d'acteurs sont remarquables et l'on appréciera notamment la performance, dans le rôle du comte, de Nelson Villagra », conclut Christian Bosséno.